# Cassandra Ainsworth
Cassandra « Cassie » Ainsworth est un personnage de la série télévisée Skins interprété par Hannah Murray.

## Biographie du personnage
Cassie  souffre d’anorexie mentale, de boulimie, mais possède une grande confiance en la générosité de l'espèce humaine, c'est d'ailleurs ce qui, le plus souvent, la blesse. Toute sa vie repose sur son poids au point qu’elle déclare dans l’épisode Sid (Saison 1 Épisode 5) « Je n’ai pas mangé pendant trois jours pour être belle ». Dans l’épisode pilote, elle montre aussi des signes de troubles obsessionnels compulsifs qu’elle exprime en rangeant sa nourriture d’une façon bien précise, ce qu’elle décrit comme une « relation intéressante avec la nourriture ». Elle a été en clinique de réadaptation plusieurs fois et a essayé de se suicider à cause de l’indifférence de Sid Jenkins à son égard. Ses parents sont peu décidés à l’aider ce qui contribue à sa solitude et son isolement.
En dépit de ses défauts, c’est une personne très compatissante et très aimable. Elle réagit souvent très bien en apparence aux mauvaises nouvelles de peur d’offenser. Elle est souvent prise pour une fille idiote mais elle est en fait très intelligente. Elle comprend dès le début que Sid est amoureux de Michelle. Cependant cette capacité à analyser les autres devient une arme redoutable lorsqu'elle est blessée ou bafouée. Elle le démontre dans la saison 2 où, enragée par la relation qu'entretiennent Sid et Michelle, elle passe son temps à ruiner leur réputation et va même jusqu'à tenter de briser le couple de Chris et Jal simplement pour se défouler.

## Histoire du personnage

### Dans la saison 1
Dans Tony, elle revient de sa clinique de réhabilitation. Son amie Michelle Richardson la convainc de faire l’amour avec Sid Jenkins pour qu’il ne soit plus puceau. Dans le deuxième épisode, Cassie, il devient évident qu’elle a développé des sentiments affectueux pour Sid et elle montre des signes de psychose lorsqu’elle s’imagine des messages sous diverses formes lui ordonnant de manger. Elle est intimement convaincue que Sid lui a envoyé ces messages et est profondément humiliée lorsqu’elle découvre que ce n’est absolument pas lui et qu’il était bien trop occupé avec ses propres problèmes. 
Elle a mis au point des techniques pour distraire les gens de ses problèmes de nutrition. Elle fait croire à ses parents qu’elle a mangé en leur parlant pendant les repas et se rend aux consultations de la clinique avec des poids autour de la taille ce qui fait qu’elle pèse plus lourd sur la balance. Elle développe une grande amitié avec Alan, son chauffeur de taxi qui lui rappelle souvent qu’elle doit manger. Dans l’épisode Chris, elle demande à Sid de sortir avec lui mais il annulera ce rendez-vous dans l’épisode suivant parce qu’il a été consigné par son père. Sid réussira à quitter sa chambre mais pour se rendre à la représentation de la chorale de Tony avec Michelle et Chris. Déprimée, Cassie prend des comprimés en grande quantité avec de la vodka et se retrouve à l’hôpital pour une overdose. Jal est présente et blâme fortement Sid.
Dans l’épisode Michelle, Sid et Michelle lui rendent visite à la clinique. Sid présente ses excuses pour l’avoir incitée à se suicider et confesse qu’il aimerait avoir une autre chance avec elle, mais elle révèle qu’elle sort désormais avec Simon, un autre patient qui souffre des mêmes problèmes. Dans l’épisode Effy, Sid l’aperçoit à plusieurs reprises dans les rues alors qu’il parle avec Tony. Il lui envoie un SMS lui demandant de le rejoindre dans un café. Quand elle arrive, Sid embrasse Cassie mais il doit repartir aussitôt alors qu’il est appelé par Michelle qui s’inquiète pour Tony. Il laisse une fois de plus Cassie en plan et part aider Tony et Effy.
La majorité de l’épisode Anwar tourne autour de sa relation avec Sid. Cassie révèle à son amie de la clinique qu’elle déménage à Elgin en Écosse. Le jour suivant elle décide d’aller se balader une dernière fois à Bristol. Elle écrit au début de l’épisode une lettre à Sid pour lui dire de ne pas essayer de la contacter et place cette lettre sur l’oreiller de Sid. Plus tard dans l’épisode, Cassie est repérée par Tony et il lui indique que Sid la cherche. Elle lui révèle qu’elle quitte Bristol pour l’Écosse et il lui donne la lettre que Sid avait écrite dans laquelle il lui révèle qu’il l’aime. Dans les dernières secondes de la saison 1, Sid rejoint Cassie au parc de Brandon Hill et ils se donnent la main.
Dans un épisodes des Lost Weeks, on découvre que Cassie a effectivement déménagé à Elgin mais qu'elle entretient une relation à longue distance avec Sid. Celui-ci confirme d'ailleurs dans un message qu'il enregistre pour Tony — qui est dans le coma — qu'il a enfin couché avec Cassie et qu'il possède un poster géant d'elle au-dessus de son lit.

### Dans la saison 2
Dans l’épisode Contrecoup de la saison 2, Cassie envoie à Sid une carte postale et une cassette vidéo dans laquelle elle présente deux de ses nouveaux amis, Rory et Lachlan, ce qui provoque une jalousie de la part de Sid, d'autant plus qu'elle a plusieurs propos qui recèlent des allusions. Cassie montre à Sid une danse écossaise et on découvre qu’elle a joint un cachet de LSD à sa carte postale. Ceci prouve qu’elle n’avait pas totalement abandonné la drogue.
Dans l’épisode Père et fils, leur relation commence à s’effriter lorsque Sid découvre en affichant sa webcam qu’elle est en petite tenue devant Lachlan. Terrible méprise puisque Lachlan est en fait gay et en couple avec Rory et qu’elle ne faisait juste que demander un avis sur ses vêtements. Plus tard, Cassie apprend à faire fonctionner sa webcam et répond à l’appel de Sid qui ne manque pas de l’insulter pour ce qu’il a vu par la webcam. Quand Cassie essaie de se justifier et qu’elle demande s’il lui fait toujours confiance, il répond que non, il ne lui fait pas confiance. Cassie se déconnecte et Sid détruit son ordinateur portable.
Dans l'épisode L'anniversaire, Sid est très affecté par cette rupture. Il pense toujours que Cassie l'a trompé et il se réfugie dans les bras de Michelle, avec qui il fait l'amour lors d'un excursion en forêt avec le groupe. Lorsqu'il rentre à la maison avec Michelle pour recommencer, Cassie est en fait déjà présente et les surprend en train de s'embrasser et de se déshabiller. Ceci marque la fin de leur relation.
Dans Un beau gâchis, Cassie se réfugie dans l’appartement de Chris car elle a quitté sa famille et qu’elle n’a nulle part où aller. Tous ses amis sont contents de la revoir lors d’une soirée sauf Sid et Michelle qui sont mal à l’aise. Cassie révèle par ailleurs à tout le monde que Sid l’a trompée avec Michelle et le gifle en lui rappelant que même si son père est mort, il n’a pas le droit de tout faire. À partir de cet instant, Cassie sombre et commence à entretenir des relations sexuelles avec des voisins de l’immeuble de Chris. Elle embrasse même une fille alors qu’elle est en train de snifer une ligne de cocaïne. Après avoir entendu Chris parler du retour d’Angie, elle s’empresse de tout dire à Jal, ce qui fragilise beaucoup son amitié avec elle. Chris perd l’appartement et il se retrouve à la rue avec Cassie. Alors qu’ils sont dehors dans la rue, Cassie présente ses excuses pour son comportement qui a mené au renvoi de Chris et à sa rupture temporaire avec Jal.
Dans l'épisode Le réveil de Tony, Cassie propose à celui-ci de sortir avec elle pour imiter Sid et Michelle, mais quand il lui dit qu'il a des problèmes d'érection, elle préfère aller voir d'autres hommes (sous le regard de Sid qui ne semble pas indifférent à cette attitude). À la fin de l'épisode, Tony lui dit que tout va s'arranger, car il a éclairé Sid sur ses véritables sentiments. Reste à savoir si Cassie aime toujours Sid...
Dans L'ordre rétabli, Cassie s'adonne toujours aux plaisirs de la bisexualité. Alors qu'Effy se rend à l'appartement pour essayer de tout arranger entre Cassie et Sid, elle se heurte à une Cassie très différente. En effet elle a passé la nuit avec une fille et lorsque Effy lui demande de reconsidérer sa rupture avec Sid, Cassie lui demande de dire à Sid qu'elle a « découvert le pouvoir de la chatte » et que son voyage dans la « paradis de la queue » ne fait que commencer. Cassie a même appelé ses deux limaces « Sidley » et « Mischa », en référence à Sid et Michelle. Sid perd tout espoir de reconquérir Cassie alors qu'elle lui renvoie une photo d'eux deux avec écrit au dos « va te faire foutre et crève ». Jamais à court d'idée, Effy met au point un stratagème pour décider Sid à enfin aller la voir pour lui avouer ses sentiments et lui présenter ses excuses. Ce qui tout compte fait marche et les réunit à la fin de l'épisode.
Dans Le début de la fin, l'épisode de la saison 2 qui lui est consacré, elle change le pansement de Chris puis apparaît plus tard dans l'épisode en train de passer son examen écrit spécialement aménagé pour elle. Elle n'arrive pas à écrire mais retrouve l'inspiration après une discussion et une danse en compagnie de la directrice. Sur le chemin du retour, elle vole un t-shirt Monkey Man pour Chris. Sid a organisé un repas de réconciliation entre lui, Michelle, Tony et Cassie, mais hélas le dîner ne se passe pas vraiment comme il l'aurait souhaité. Le repas tourne au règlement de comptes et Chris apprend enfin que Jal est enceinte. Cassie sort ensuite pour acheter du lait mais croise la mère de Chris en revenant. Celle-ci lui apprend qu'il est atteint du même cancer que son frère décédé et s'enfuit. Lorsque Cassie revient, elle entend Chris pleurer et n'ose pas l'interrompre. Peu après, Cassie assiste au décès de Chris; elle ne peut rien faire pour l'aider si ce n'est appeler les secours. C'est trop tard et elle préfère s'enfuir pour New York plutôt que d'affronter ses problèmes. Elle fait la connaissance d'Adam, un new yorkais qui lui propose de l'héberger. Il vient de se séparer de sa petite amie et pense qu'il ne la récupèrera jamais, Cassie lui remonte le moral et il décide de s'éloigner pour faire le point à la fin de l'épisode en laissant l'appartement à la disposition de Cassie, qui semble enfin avoir compris qu'elle doit affronter ses problèmes. Elle pleure et s'enfuit dans les rues de New York.
Dans Les adieux, le dernier épisode de la saison 2, Cassie n'est présente qu'à la fin de l'épisode lorsque Sid se présente devant la vitrine du restaurant où elle travaille. On voit qu'elle est en possession d'une pièce de monnaie similaire à celle que Jal avait gagné au casino. On ne sait pas vraiment si elle et Sid se sont retrouvés ou non. C'est la dernière apparition du personnage de Cassie avant la saison 7.

### Dans la saison 7
Les épisodes 3 et 4 (skins pure) sont dédiés à Cassie et montre ce qu'elle est devenue. Elle n'est plus sous l'emprise de la drogue et découvre qu'elle a un don quand elle est devant un appareil photo. C'est la dernière apparition de Cassie.